# Kirchspiel Beckum
Kirchspiel Beckum war bis 1969 eine Gemeinde im Kreis Beckum im Regierungsbezirk Münster in Nordrhein-Westfalen. Die Gemeinde war eine der für das Münsterland typischen „Kirchspielgemeinden“, die das bäuerliche Umland eines städtischen Kirchorts umfassten.

## Geographie
Die Gemeinde Kirchspiel Beckum umfasste kragenförmig die Stadt Beckum. Zu ihr gehörten die Bauerschaften Dalmer, Dünninghausen, Elker, Geißler, Hinteler, Holter, Holtmar, Unterberg I, Unterberg II und Werse.

## Geschichte
Die Gemeinde Kirchspiel Beckum gehörte zum Amt Beckum im Kreis Beckum. Durch das Soest/Beckum-Gesetz wurde die Gemeinde zum 1. Juli 1969 in die Stadt Beckum eingegliedert.

## Einwohnerentwicklung
| Jahr | Einwohner |
| ---- | --------- |
| 1858 | 2019      |
| 1871 | 1983      |
| 1885 | 2045      |
| 1895 | 2034      |
| 1910 | 2510      |
| 1939 | 2653      |
| 1946 | 3982      |
| 1950 | 3954      |
| 1969 | 4252      |